# Епфендорф
Епфендорф (њем. Epfendorf) општина је у њемачкој савезној држави Баден-Виртемберг. Једно је од 21 општинског средишта округа Ротвајл. Према процјени из 2010. у општини је живјело 3.422 становника. Посједује регионалну шифру (AGS) 8325015.

## Географски и демографски подаци
Епфендорф се налази у савезној држави Баден-Виртемберг у округу Ротвајл. Општина се налази на надморској висини од 572 метра. Површина општине износи 29,7 km². У самом мјесту је, према процјени из 2010. године, живјело 3.422 становника. Просјечна густина становништва износи 115 становника/km².